# تايلر كولينز
تايلر كولينز (بالإنجليزية: Tyler Collins)‏ هو لاعب كرة قاعدة أمريكي، ولد في 6 يونيو 1990 في لوبوك في الولايات المتحدة.

## وصلات خارجية
- تايلر كولينز على موقع دوري كرة القاعدة الرئيسي (الإنجليزية)
- تايلر كولينز على موقع دوري أستراليا لكرة القاعدة (الإنجليزية)
- تايلر كولينز على موقعبيزبول رفرنس.كوم (الدوري الرئيسي) (الإنجليزية)
- تايلر كولينز على موقعبيزبول رفرنس.كوم (الدوري الثانوي) (الإنجليزية)
- تايلر كولينز على موقع إي إس بي إن.كوم (أم.أل.بي) (الإنجليزية)
- تايلر كولينز على موقع مشجعي الرسوم البيانية (الإنجليزية)